# Яснотковые (подсемейство)
Ясно́тковые (лат. Lamioideae) — подсемейство двудольных растений в составе семейства Яснотковые (Lamiaceae).

## Описание
Травы или кустарники, реже небольшие деревья. Листорасположение, обычно супротивное. В пазухах листьев у некоторых представителей (Lagochilus, Otostegia) имеются шипы. Цветки собраны в кисть или тирс. Венчик обычно 2-губный, обычно 4- или 5-лопастный.

## Классификация
Семейство включает в себя более 50 родов:
| - Achyrospermum Blume — Ахироспермум - Acrotome Benth. ex Endl. - Ajugoides Makino - Alajja Ikonn. — Алайя - Ballota L. — Белокудренник - Bostrychanthera Benth. - Brazoria Engelm. ex A.Gray - Chaiturus Willd. — Щетинохвост, или Гривохвост - Chamaesphacos Schrenk — Хамесфакос - Chelonopsis Miq. - Colquhounia Wall. - Craniotome Rchb. - Eremostachys Bunge. — Пустынноколосник - Eriophyton Benth. - Galeopsis L. — Пикульник - Gomphostemma Wall. ex Benth. - Haplostachys Hillebr. - Hypogomphia Bunge. — Гипогомфия - Isoleucas O.Schwartz - Lagochilus Bunge. ex Benth. — Зайцегуб - Lagopsis (Bunge. ex Benth.) Bunge. — Лагопсис - Lamiophlomis Kudo - Lamium L. — Яснотка - Leonotis (Pers.) R.Br. — Леонотис - Leonurus L. — Пустырник - Leucas R.Br. - Leucophae Webb & Berthel. - Loxocalyx Hemsl. - Macbridea Elliott | - Marrubium L. — Шандра - Melittis L. — Кадило - Metastachydium Airy Shaw ex C.Y.Wu & H.W.Li — Метастахидиум - Microtoena Prain - Moluccella L. — Молюцелла - Notochaete Benth. - Otostegia Benth. — Отостегия - Panzerina Sojak — Панцерина - Paralamium Dunn - Paraphlomis Prain - Phlomidoschema (Benth.) Vved. — Флёмидосхема - Phlomis L. — Зопник - Phyllostegia Benth. - Physostegia Benth. - Prasium L. - Pseuderemostachys Popov — Лжепустынноколосник - Pseudomarrubium Popov — Ложная шандра - Roylea Wall. ex Benth. - Sideritis L. — Железница - Stachyopsis Popov & Vved. — Чистечник, или Стахиопсис - Stachys L. — Чистец - Stenogyne Benth. - Sulaimania Hedge & Rech.f. - Suzukia Kudo - Synandra Nutt. - Thuspeinanta T.Durand - Warnockia M.W.Turner - Wiedemannia Fisch. & C.A.Mey. |